# 颱風桑美 (2000年)
颱風桑美（英語：Typhoon Saomai，國際編號：0014，聯合颱風警報中心：22W，菲律賓大氣地球物理和天文管理局：Osang）為2000年太平洋颱風季第十四個被命名的風暴。「桑美」一名由越南提供，意即「金星」。

## 發展過程

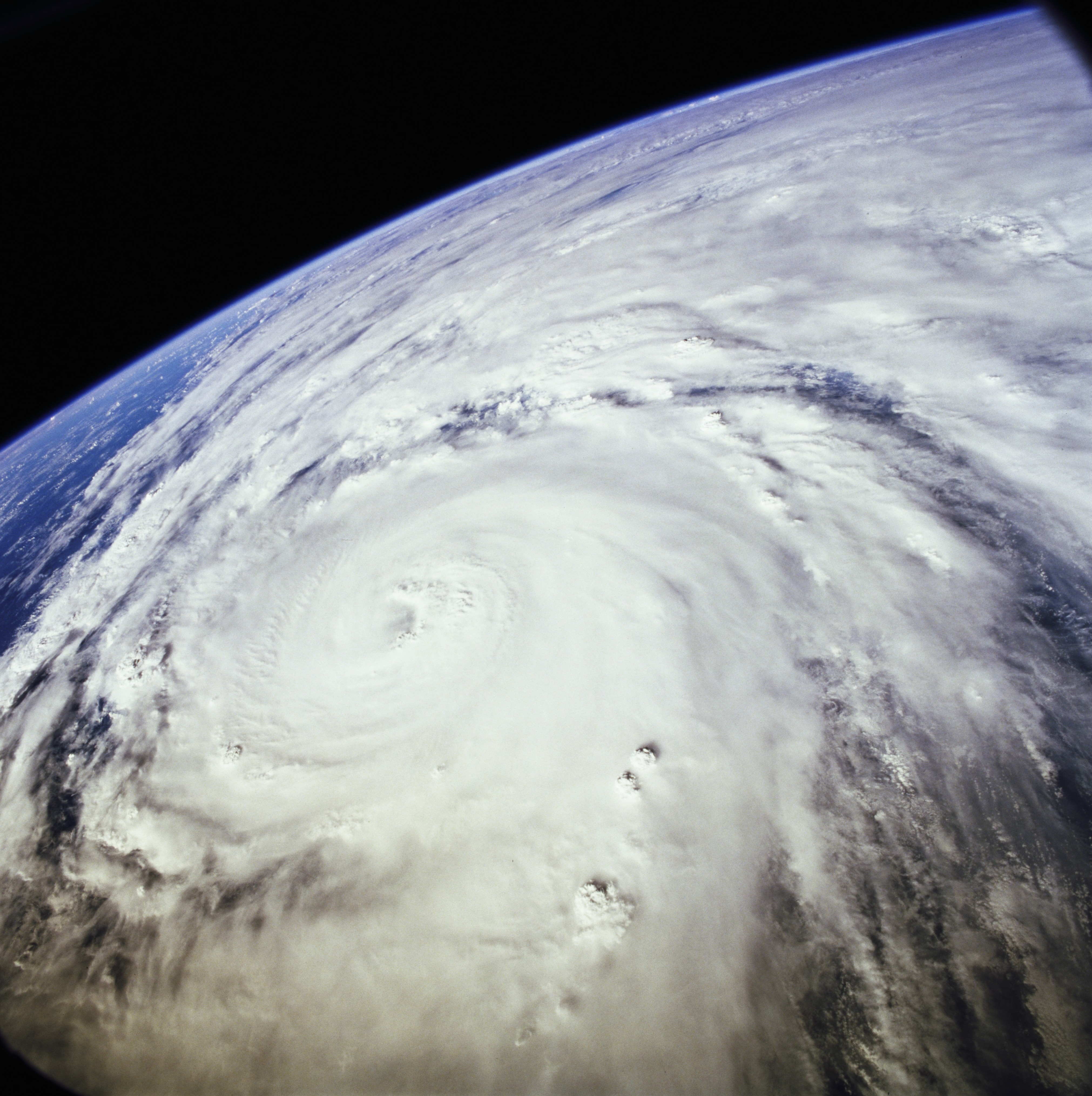
9月9日國際太空站下的桑美

8月31日UTC18時，一熱帶低氣壓在馬里亞納群島東部海面上生成。初向北方移動，後轉向西方向移動。該熱帶低氣壓採取向西的路徑，9月2日UTC12時，該熱帶低氣壓增強為熱帶風暴，並命名為桑美。9月3日UTC12時，桑美增強為強烈熱帶風暴。9月4日UTC6時，桑美在塞班島東部增強為颱風。9月5日UTC6時，桑美轉向南轉動，並減弱為強烈熱帶風暴。9月6日UTC6時，桑美由向西移動轉向西北移動。稍後幾天，桑美保持強烈熱帶風暴的強度，並穩定地向西北方向移動。9月9日UTC0時，桑美重新加強為颱風，在衞星雲圖上可見其細小但十分清晰的風眼。9月10日UTC12時，桑美在大東群島以南達到頂峰，最高持續風速為95kt。9月12日UTC10時，桑美於沖繩縣國頭郡宜野座村登陸。桑美進入東海後，轉為向東北移動。稍後，桑美再轉為向北北移動，並加快其移動速度。9月15日UTC12時，桑美減弱為強烈熱帶風暴。UTC20時，桑美登陸南韓慶尚南道固城郡附近。9月16日UTC6時，桑美在朝鮮半島東北部轉化為溫帶氣旋。9月19日UTC6時，完全消散。

## 影響
| 排名   | 风暴名称 | 台风季 | 损失数额（2023年美元） |
| ------ | -------- | ------ | ---------------------- |
| 1      | 杜苏芮   | 2023   | 284億美元              |
| 2      | 密瑞兒   | 1991   | 224億美元              |
| 3      | 海貝思   | 2019   | 206億美元              |
| 4      | 燕子     | 2018   | 170億美元              |
| 5      | 摩羯     | 2024   | NaN美元                |
| 6      | 桑达     | 2004   | 150億美元              |
| 7      | 菲特     | 2013   | 136億美元              |
| 8      | 法茜     | 2019   | 119億美元              |
| 9      | 桑美     | 2000   | 111億美元              |
| 10     | 利奇馬   | 2019   | 111億美元              |
| 来源： |          |        |                        |

### 日本

颱風桑美掠過沖繩島的雷達圖

桑美的環流為日本帶來接近600毫米的24小時雨量，這是近一個世紀多以來的最高紀錄。在日本中部，暴雨造成嚴重水浸及山泥傾瀉，有七人死亡，另40人受傷，40萬人需要疏散，12條橋樑被沖毀，170多處地區的道路受到破壞。此外，東京中部一住宅區當日亦受到龍捲風的吹襲。

### 中国大陆
桑美所帶來的風暴潮及大雨，加上天文大潮的同時出現，引致中國浙江省舟山及寧波等地損失嚴重。在舟山，有20000公頃農田受淹及2500間房屋倒塌，另225艘船隻和130座碼頭受損。而寧波一些地區的潮位更接近歷來的最高。
而于台风当日计划由上海虹桥国际机场飞往巴黎夏尔·戴高乐机场的法國航空AF111次航班起飞前滑行时，在跑道末端掉头时滑出跑道，前轮陷入草地中，导致虹桥机场被迫关闭4小时。

### 
9月16日於南韓釜山附近登陸。受到桑美的吹襲，共有兩人死亡及數人失蹤。

## 外部連結
- （日語）http://www.jma.go.jp/ （页面存档备份，存于） 日本氣象廳首頁
- （英文）http://www.usno.navy.mil/JTWC/ （页面存档备份，存于） 聯合颱風警報中心首頁
- （简体中文）https://web.archive.org/web/20120928121548/http://www.nmc.gov.cn/ 中央氣象台首頁
- （繁體中文）http://www.cwb.gov.tw/ （页面存档备份，存于） 中央氣象局首頁
- （繁體中文）http://www.hko.gov.hk/ （页面存档备份，存于） 香港天文台首頁
- （繁體中文）http://www.smg.gov.mo/ （页面存档备份，存于） 澳門地球物理暨氣象局首頁